# Liste der Patenstädte für Vertriebene
Diese Liste führt die Patenstädte auf, die nach dem Zweiten Weltkrieg die Patenschaft für die deutschen Vertriebenen, Flüchtlinge und späteren Aussiedler übernommen haben, meistens aus den deutschen Ostgebieten, aber auch aus dem Reichsgau Sudetenland. Häufig entstanden aus diesen Patenschaften Städtepartnerschaften; vereinzelt sind Heimatstuben vorhanden. Bisweilen sind derartige Patenverhältnisse – wie in Viernheim/Altrohlau – unter Hinweis auf das Alter der Beteiligten beendet worden. Dass Rheinland-Pfalz und der Südteil von Baden-Württemberg bei den Patenschaften so gut wie gar nicht vertreten sind, hängt mit ihrer Zugehörigkeit zur Französischen Besatzungszone zusammen, die jahrelang keine Vertriebenen aufnahm, Gleiches gilt für das Saarland. Auch bei der übrigen Verteilung der Patenschaften lassen sich die Hauptrichtungen der Vertreibung erkennen. Sudetendeutsche kamen überwiegend in die Amerikanische Besatzungszone, Ostpreußen nach Schleswig-Holstein etc. 

## Liste
| Patenstadt, Patenschaft                                               | Herkunft                                                                                    | Bemerkungen |
| --------------------------------------------------------------------- | ------------------------------------------------------------------------------------------- | --- |
| Altena und (ehemaliger) Landkreis, Fortführung durch Märkischen Kreis | Stadt und Landkreis Habelschwerdt, Niederschlesien                                          | Seit 1952, mit Heimatstube |
| Amberg                                                                | Stadt und Landkreis Eger, Sudetenland                                                       | Seit 1955 |
| Anröchte                                                              | Wünschelburg, Grafschaft Glatz                                                              | Seit 1954, mit Heimatstube (eingelagert), ab 1991 Städtepartnerschaft |
| Ansbach                                                               | Jägerndorf, Sudetenland                                                                     | Seit 1954 |
| Arnsberg                                                              | Rosenberg O.S., Oberschlesien                                                               | Seit 1956, ab 1992 Städtepartnerschaft. |
| Ascheberg (Westfalen)                                                 | Mittel Langenöls, Niederschlesien                                                           | Seit 1971, mit Heimatstube; derzeit ruht die Patenschaft, welche nach letztem Heimattreffen 2014 beendet wurde. |
| Aschendorf-Hümmling (Landkreis)                                       | Landkreis Heilsberg, Ostpreußen                                                             | Seit 1954, mit Heimatstube in Werlte, ab 2005 Städtepartnerschaft Werlte–Lidzbark Warmiński (Heilsberg). Patenschaft 1977 durch Landkreis Emsland übernommen. |
| Aurach bei Ansbach                                                    | Blumenau, Sudetenland                                                                       | Seit 1985, Heimatstube 1995 |
| Bad Bevensen                                                          | Stadt und Kreis Demmin, Bezirk Rostock                                                      | Seit 1979, mit Heimatsammlung (eingelagert) |
| Bad Bramstedt                                                         | Dramburg, Hinterpommern                                                                     | Seit 1964, ab 2003 Städtepartnerschaft. |
| Bad Harzburg                                                          | Schreiberhau, Riesengebirgslandkreis                                                        | Seit 1950, ab 1995 Städtepartnerschaft. |
| Bad Hersfeld                                                          | Mährisch Schönberg, Sudetenland                                                             | Seit 1954, mit Heimatstube seit 1979, ab 1994 Städtepartnerschaft. |
| Bad Homburg                                                           | Marienbad, Sudetenland                                                                      | Seit 1953, mit Marienbader Sammlung, ab 1991 Städtepartnerschaft |
| Bad Neustadt an der Saale                                             | Stadt und Landkreis Wagstadt, Sudetenland                                                   | Seit 1958, mit Wagstadter Heimatstube, ab 2001 Städtepartnerschaft |
| Bad Segeberg                                                          | Falkenburg, Pommern                                                                         | Seit 1956, ab 1995 Städtepartnerschaft. |
| Bad Vilbel                                                            | Landkreis Tepl, Sudetenland                                                                 | Seit 1990, Ersatz-Übernahme von Wetteraukreis, siehe Text zu Patenstadt |
| Bad Wimpfen                                                           | Ödenburg, Donaugebiet                                                                       | Seit 1951, ab 1990 Städtepartnerschaft. |
| Bamberg                                                               | Troppau, Sudetenland                                                                        | Seit 1958 |
| Bartenstein                                                           | Bartenstein, Ostpreußen                                                                     | Seit 1952 |
| Battenberg (Eder)                                                     | Obergeorgenthal, Sudetenland                                                                | Seit 1951, mit Heimatstube |
| Battenberg (Eder)                                                     | Oberleutensdorf, Sudetenland                                                                | Seit 1982 |
| Bensheim                                                              | Arnau, Sudetenland                                                                          | Seit 1956 |
| Bergen (Landkreis Celle)                                              | Kreis Schubin (Altburgund), Großpommerellen                                                 | Seit 1956 |
| Bersenbrück                                                           | Greifenhagen, Hinterpommern                                                                 | Seit 1958, ab 2000 Städtepartnerschaft |
| Bielefeld                                                             | Gumbinnen, Ostpreußen                                                                       | Seit 1954 |
| Bietigheim-Bissingen                                                  | Zuckmantel, Sudetenland                                                                     | Seit 1965 |
| Blaubeuren                                                            | Christofsgrund, Sudetenland                                                                 | Seit 1992, mit Weihnachtskrippe |
| Bochum                                                                | Stadt und Kreis Neidenburg, Ostpreußen                                                      | Seit 1953 – mit Neidenburger Heimatstube |
| Bonn                                                                  | Stolp, Hinterpommern                                                                        | Seit 1955 |
| Bottrop                                                               | Gleiwitz, Oberschlesien                                                                     | Seit 1951, Städtepartnerschaft ab 2007. Zudem fanden in Bottrop die Gleiwitzer Heimattreffen statt. – mit Heimatstube |
| Brackwede                                                             | Münsterberg, Niederschlesien                                                                | Seit 1958 |
| Braunschweig                                                          | Königsberg/Neumark, Ost-Brandenburg                                                         | Seit 1957 |
| Bremerhaven                                                           | Elbing, Ostpreußen                                                                          | Seit 1954 |
| Bremervörde (Landkreis)                                               | Kreis Stuhm, Ostpreußen                                                                     | Seit 1956, mit Stuhmer Museum; siehe auch Rotenburg/Wümme |
| Bubenreuth                                                            | Schönbach, Egerland                                                                         | Seit 1956, ab 2016 Städtepartnerschaft (Patenschaft auch von Heppenheim) |
| Buchloe                                                               | Saubsdorf, Sudetenland                                                                      | Seit 1960 |
| Burghaun                                                              | Augezd, Sudetenland                                                                         | Seit 1962 |
| Castrop-Rauxel                                                        | Neurode, Niederschlesien                                                                    | Seit 1953 |
| Celle                                                                 | Marienwerder, Ostpreußen                                                                    | Seit 1952 |
| Cuxhaven                                                              | Schneidemühl, Grenzmark Posen-Westpreußen                                                   | Seit 1957, ab 1996 Städtefreundschaft, mit Heimatstube |
| Delmenhorst                                                           | Liebau, Niederschlesien                                                                     | Seit 1960 |
| Detmold                                                               | Sagan, Niederschlesien                                                                      | Seit 1954 |
| Dinkelsbühl                                                           | Stadt und Landkreis Mies, Sudetenland                                                       | Seit 1953 |
| Dorsten                                                               | Rybnik, Oberschlesien                                                                       | Seit 1958, ab 1994 Städtepartnerschaft |
| Dortmund                                                              | Waldenburg und Waldenburger Bergland, Niederschlesien                                       | Seit 1952 |
| Düsseldorf                                                            | Danzig, Pommern                                                                             | Seit 1952 |
| Duisburg                                                              | Königsberg, Ostpreußen                                                                      | Die Patenschaft wurde 1951 übernommen. Siehe auch Stadtgemeinschaft Königsberg. |
| Eichstätt                                                             | Kratzau, Sudetenland                                                                        | Seit 1953, ab 2002 Städtepartnerschaft |
| Einbeck                                                               | Patschkau, Schlesien                                                                        | Seit 1954, ab 1992 Städtepartnerschaft, mit Heimatstuben, in Einbeck im Stadtmuseum |
| Erlangen                                                              | Komotau und Brüx, Sudetenland                                                               | Seit 1951, mit Heimatstube |
| Essen                                                                 | Hindenburg O.S., Oberschlesien                                                              | Seit 1953 |
| Euskirchen                                                            | Namslau, Niederschlesien                                                                    | Seit 1955 |
| Flensburg                                                             | Swinemünde, Pommern                                                                         | Seit 1955 |
| Flensburg-Land (Kreis)                                                | Kreis Johannisburg, Masuren                                                                 | Seit 1954, 1974 Übernahme durch Kreis Schleswig-Flensburg |
| Forchheim                                                             | Braunau i. B., Sudetenland                                                                  | Seit 1955, ab 2001 Städtepartnerschaft, mit Heimatmuseum |
| Frankenberg (Eder)                                                    | Bütow, Pommern                                                                              | Seit 1961, ab 2008 Städtepartnerschaft |
| Stadt und Landkreis Fulda                                             | Oberglogau und Leitmeritz, Niederschlesien und Sudetenland                                  | Seit 1955 und 1961, mit Leitmeritz ab 2001 Städtepartnerschaft |
| Furth im Wald                                                         | Stadt und Landkreis Bischofteinitz, Sudetenland                                             | Seit 1957 |
| Geislingen an der Steige                                              | Südmähren                                                                                   | Seit 1953, mit Südmährischem Landschaftsmuseum |
| Gelsenkirchen                                                         | Allenstein, Ostpreußen                                                                      | Seit 1952, ab 1992 Städtepartnerschaft (mit Allensteiner Heimatmuseum Der Treudank) |
| Gerlingen                                                             | Landsmannschaft der Deutschen aus Ungarn                                                    | (Landesverband Baden-Württemberg), seit 1969, ab 1987 Städtepartnerschaft mit Tata |
| Gießen (Landkreis)                                                    | Landkreis Bärn, Sudetenland                                                                 | Seit 1962, mit Heimatstube in Lang-Göns |
| Gießen (Stadt)                                                        | Stadt und Kreis Mohrungen, Ostpreußen                                                       | Seit 1954 |
| Gifhorn (Landkreis)                                                   | Landkreis Flatow, Posen-Grenzmark                                                           | Seit 1955, mit Heimatstube |
| Glückstadt                                                            | Stolpmünde, Pommern                                                                         | Seit 1953 |
| Grafschaft Hoya (Landkreis)                                           | Landkreis Wehlau, Ostpreußen                                                                | Seit 1955 |
| Göttingen                                                             | Kreuzburg O.S., Oberschlesien                                                               | Seit 1953, in Göttingen fanden zudem die Heimattreffen der Kreuzburger statt. |
| Goslar                                                                | Stadt und Landkreis Brieg, Niederschlesien                                                  | Seit 1950. Zudem findet hier das Brieger Bundestreffen statt. Das Breite Tor, auch Brieger Turm genannt, wird seit 1952 als Gedenkstätte für die Brieger genutzt. Im Jahr 2000 wurde eine Städtepartnerschaft mit Brieg geschlossen. |
| Gunzenhausen                                                          | Weipert, Sudetenland                                                                        | Seit 1954, mit Heimatstube |
| Gummersbach und Oberbergischer Kreis                                  | Stadt und Landkreis Lauenburg i. Pom., Hinterpommern                                        | Seit 1955, mit Lauenburger Heimatkreisstube im Rathaus GM |
| Haan                                                                  | Guttentag, Oberschlesien                                                                    | Seit 1957, ab 2004 Städtepartnerschaft |
| Hagen                                                                 | Kreis Lyck, Ostpreußen                                                                      | Seit 1961 |
| Hamburg                                                               | Marienburg, Westpreußen                                                                     | Seit 1930, erneuert 1952, Marienburg-Archiv 2017 zurück nach Marienburg |
| Hamm                                                                  | Tarnowitz, Oberschlesien                                                                    | Tarnowitzer Heimatzimmer ist aufgelöst |
| Hannover                                                              | Glogau, Niederschlesien                                                                     | Seit 1952 |
| Hechingen                                                             | Stadt und Landkreis Oels, Niederschlesien                                                   | Seit 1953 |
| Heide (Holstein)                                                      | Stadt und Landkreis Naugard, Hinterpommern                                                  | Seit 1963, ab 1996 Städtefreundschaft, mit Heimatstube (eingelagert) |
| Heidenheim an der Brenz                                               | Iglauer Sprachinsel, Sudetenland                                                            | Seit 1957, Heimatstube 1977 im Schloss Hellenstein, Städtepartnerschaft mit Jihlava ab 2002 |
| Henstedt-Ulzburg                                                      | Kirchspiel Virchow, Westpommern                                                             | Seit 1964, ab 2003 Städtepartnerschaft |
| Heppenheim (Bergstraße)                                               | Schönbach, Egerland                                                                         | Seit 1956, mit Schönbacher Heimatstube |
| Herne                                                                 | Jauer, Niederschlesien Stadt und Landkreis Strehlen, Niederschlesien Ortelsburg, Ostpreußen | Die Patenschaften über Jauer, Strehlen und den Landkreis Strehlen wurden am 6. August 1951 von der Stadt Herne beschlossen. Die Patenschaft über Ortelsburg hatte 1954 die Stadt Hann. Münden übernommen; 1962 wurde sie an Wanne-Eickel übertragen und wird nach dem Zusammenschluss mit Herne von dort weitergeführt. Organisation als Kreisgemeinschaft Ortelsburg. |
| Hersfeld-Rotenburg (Landkreis)                                        | Landkreis Mährisch Schönberg, Sudetenland                                                   | 1954 |
| Hilden                                                                | Landkreis Wohlau, Niederschlesien                                                           | Seit 1956 |
| Hildesheim                                                            | Lauban, Niederschlesien Neisse, Oberschlesien                                               | Seit 1956 |
| Höchst im Odenwald                                                    | Bölten, Sudetenland                                                                         | Seit 1953, mit Heimatsammlung, ab 2006 Städtepartnerschaft Siehe auch: Franz Polak |
| Holzminden (Landkreis)                                                | Landkreis Leobschütz, Oberschlesien                                                         | Seit 1955, mit Heimatstube in Eschershausen. Ab 2003 Partnerschaft mit dem Powiat Głubczycki |
| Hünfeld                                                               | Neustadt an der Tafelfichte, Sudetenland                                                    | Die Patenschaft besteht seit 1955. Zudem finden in Hünfeld die Bundestreffen der Neustädter statt. |
| Iserlohn                                                              | Ohlau, Niederschlesien                                                                      | Seit 1956, mit Heimatstube und Heimatmuseum |
| Itzehoe                                                               | Preußisch Holland, Ostpreußen                                                               | Seit 1953, ab 1990 Städtepartnerschaft, mit Heimatmuseum |
| Kiel                                                                  | Tilsit, Ostpreußen                                                                          | Seit 1954, ab 1992 Städtepartnerschaft – Organisation als Stadtgemeinschaft Tilsit. |
| Kirchheim unter Teck                                                  | Freiwaldau, Sudetenland (Altvatergebirge)                                                   | Seit 1953, mit Heimatstube (aufgelöst/magaziniert) |
| Kirchheim unter Teck                                                  | Bulkes, Vojvodina (Karpatenbecken)                                                          | Seit 1966, Heimatstube aufgelöst/magaziniert |
| Köln                                                                  | Breslau, Niederschlesien                                                                    | Seit 1950, Gründung des Patenschaftswerks Köln-Breslau, mit Breslauer Sammlung |
| Königsbach-Stein                                                      | Bratsch-Brestowatz, Batschka                                                                | Seit 1974, mit Donauschwäbischem Heimatmuseum |
| Korbach und Landkreis Waldeck                                         | Pyritz, Pommern                                                                             | Seit 1960, ab 1998 Städtepartnerschaft |
| Krefeld                                                               | Stadt und Kreis Insterburg, Ostpreußen                                                      | Seit 1953, mit Heimatmuseum in Rathaus Uerdingen (1979) |
| Stadt und Landkreis Kronach                                           | Landkreis Podersam, Sudetenland                                                             | Seit 1955 (Stadt)/1961 (Landkreis) |
| Langgöns                                                              | Groß Dittersdorf, Sudetenland                                                               | Seit 1963, mit Heimatsammlung |
| Leimen (Baden)                                                        | Kunewalde, Mährisch Schlesien                                                               | Seit 1977, ab 2017 Städtepartnerschaft, mit Kunewälder Heimatstube (aufgelöst) |
| Leverkusen                                                            | Ratibor, Oberschlesien                                                                      | Seit 1951, ab 2002 Städtepartnerschaft |
| Limburg an der Lahn                                                   | Mährisch Neustadt, Sudetenland                                                              | Seit 1956, mit Heimatstube, nach Wasserschaden aufgelöst |
| Lippstadt                                                             | Bielitz-Biala, Teschener Schlesien                                                          | Seit 1956, mit Heimatstube |
| Lohne/Oldbg.                                                          | Mittelwalde, Niederschlesien                                                                | Seit 1952, mit Heimatsammlung ab 2010 Städtepartnerschaft |
| Lübeck                                                                | Stettin, Pommern                                                                            | Seit 1953 |
| Lübbecke                                                              | Striegau, Niederschlesien                                                                   | Seit 1960, Bundesheimatgruppe 2021 aufgelöst und Patenschaft beendet, Striegauer Heimatstube im Museum der Stadt Lübbecke |
| Ludwigsburg                                                           | Kuhländchen, Mähren                                                                         | Seit 1962, mit Heimatstube |
| Lüdenscheid                                                           | Stadt und Landkreis Glatz, Niederschlesien                                                  | Seit 1952 |
| Lünen                                                                 | Cammin, Pommern                                                                             | Seit 1953, ab 2000 Partnerschaft, vgl. Nordfriesland |
| Mannheim                                                              | Memel, Memelland                                                                            | Seit 1915/1952 |
| Marktoberdorf                                                         | Landkreis Hohenelbe, Sudetenland                                                            | Seit 1957 |
| Maut                                                                  | Außergefild                                                                                 | Seit 1978, Außergefilder Stube zunächst im Rathaus, seit 2009 im Freilichtmuseum Finsterau (Seit 2008 pflegen auch die Gemeinden eine Partnerschaft) |
| Melle                                                                 | Kreis Regenwalde, Hinterpommern                                                             | Seit 1960 (Kreis Melle), 1972 Übernahme durch Stadt, mit Heimatstube |
| Memmingen                                                             | Stadt und Landkreis Freudenthal, Sudetenland (Tschechisch-Schlesien)                        | Seit 1956 |
| Meschede                                                              | Winzig, Niederschlesien                                                                     | Seit 1956 mit Dauerausstellung im Stadtarchiv |
| Miltenberg                                                            | Dux, Böhmen                                                                                 | Seit 1960, ab 2005 Städtepartnerschaft |
| Minden (Landkreis)                                                    | Landkreis Samland, Ostpreußen                                                               | Seit 1954 |
| Moosburg an der Isar                                                  | Königsberg an der Eger, Sudetenland                                                         | Seit 1968, mit Königsberger Heimatstube |
| Moosburg an der Isar                                                  | Hodschag, Donauschwaben                                                                     | Seit 1973, Hodschager Heimatstube 1976 |
| München                                                               | Aussig, Böhmen                                                                              | Seit 1952 |
| Neustadt am Rübenberge                                                | Seidenberg, Niederschlesien                                                                 | Zudem befand sich in Neustadt bis 1994 die Seidenberger Heimatstube, welche danach der Stadt Görlitz geschenkt wurde. |
| Neuburg an der Donau                                                  | Weidenau und Groß Krosse, Mährisch Schlesien                                                | Seit 1955, mit Heimatsammlung (unzugänglich eingelagert), ab 2000 Städtepartnerschaft |
| Niebüll                                                               | Plathe, Hinterpommern                                                                       | Seit 1963, ab 1997 Städtepartnerschaft |
| Nordfriesland (Kreis)                                                 | Kreis Cammin, Kreis Usedom-Wollin, Netzekreis, Grenzmark Posen-Westpreußen                  | Seit 1959 mit Heimatstube, vgl. Lünen |
| Nördlingen                                                            | Landkreis Tetschen-Bodenbach, Sudetenland                                                   | Seit 1951, Heimatstube im Stadtarchiv Děčín |
| Nördlingen                                                            | Olmütz, Sudetenland                                                                         | Seit 1976, mit (eingelagerter) Heimatstube, ab 1989/2008 Städtepartnerschaft |
| Northeim                                                              | Stadt und Landkreis Neustadt O.S., Oberschlesien                                            | Seit 1952, ab 1990 Städtepartnerschaft, mit Heimatstube |
| Nortorf                                                               | Wolin, Hinterpommern                                                                        | Seit 1955 |
| Oberhausen                                                            | Königshütte O.S., Oberschlesien                                                             | Seit 1955 |
| Oldenburg (Landkreis)                                                 | Kreis Neumark, Westpreußen                                                                  | Seit 1972 (ab 2001 Partnerschaft mit Powiat Nowomiejski) |
| Oldenburg                                                             | Leobschütz, Oberschlesien                                                                   | Zudem befand sich in der Stadt von den 1960er Jahren bis 1993 die Leobschützer Heimatstube, danach wurden die Bestände zur Heimatstube Kreis Leobschütz in Eschershausen (Lkr. Holzminden) gebracht. |
| Pappenheim                                                            | Buchau, Sudetenland                                                                         | Seit 1953 |
| Pattensen                                                             | Wilksen, Niederschlesien                                                                    | Seit 1956 |
| Pinneberg (Kreis)                                                     | Landkreis Samland, Ostpreußen                                                               | Seit 1951, mit Samlandmuseum |
| Recklinghausen                                                        | Beuthen O.S., Oberschlesien                                                                 | Am 16. August 1952 wurde das Patenschaftswerk Recklinghausen – Beuthen O/S gegründet. Zudem befand sich in der Stadt von den 1950er Jahren bis 2013 die Heimatstube Beuthen, danach wurden die Bestände an zwei Institute verteilt. Ab 2001 Städtepartnerschaft |
| Reinfeld (Holstein)                                                   | Körlin an der Persante, Hinterpommern                                                       | Seit 1957 |
| Regen                                                                 | Bergreichenstein, Sudetenland                                                               | Seit 1984 |
| Remscheid                                                             | Sensburg, Ostpreußen                                                                        | Remscheid hat 1954 die Patenschaft über die Kreisgemeinschaft übernommen. Hier befindet sich die Geschäftsstelle „Sensburger Zimmer“. Zur Unterstützung in Not geratener Mitglieder wurde ein Hilfsverein gegründet, der auch den Verein der deutschen Minderheit für Stadt und Land Sensburg „Bärentatze e.V.“ vor Ort fördert.                                       |
| Rheda-Wiedenbrück                                                     | Reichenstein und Frankenstein, Schlesien                                                    | Seit 1952 (Wiedenbrück) / 1958 (Rheda), mit Heimatstube |
| Rotenburg/Wümme (Landkreis)                                           | Kreis Angerburg, Ostpreußen                                                                 | Seit 1954, mit Heimatarchiv |
| Salzgitter                                                            | Kattowitz, Oberschlesien                                                                    | Seit 1962, nicht mehr aktiv |
| Schönberg (Holstein)                                                  | Trappen, Ostpreußen                                                                         | Seit 1953 |
| Schwäbisch Gmünd                                                      | Brünn, Mähren                                                                               | Seit 1953 |
| Schwabach (Landkreis)                                                 | Landkreis Saaz, Sudetenland                                                                 | Seit 1955, mit Heimatstube in Georgensgmünd |
| Schwandorf                                                            | Landkreis Falkenau/Eger, Sudetenland                                                        | Seit 1959, ab 2000 Städtepartnerschaft |
| Sindelfingen                                                          | Würbenthal, Sudetenland                                                                     | Seit 1955 |
| Soest (Kreis)                                                         | Groß Strehlitz, Oberschlesien                                                               | Seit 1957, ab 2001 Partnerschaft |
| Solingen                                                              | Goldberg, Niederschlesien                                                                   | Seit 1955 |
| Sulzbach-Rosenberg                                                    | Rumburg, Sudetenland                                                                        | Seit 1963, mit Heimatstube |
| Sulzbach-Rosenberg                                                    | Dotterwies, Sudetenland                                                                     | Seit 1988 |
| Vaihingen an der Enz                                                  | Jauernig, Sudetenland                                                                       | Seit 1955, mit Heimatstube (1963) |
| Verden (Aller)                                                        | Preußisch Eylau, Ostpreußen                                                                 | Seit 1955 (Kreis Preußisch Eylau)/1966 (Stadt Verden), ab 1996 Städtepartnerschaft |
| Viernheim                                                             | Altrohlau, Sudetenland                                                                      | Seit 1968, nicht mehr aktiv |
| Waldkraiburg                                                          | Heimatkreis Adlergebirge, Sudetenland                                                       | Seit 1980 |
| Waldsassen                                                            | Chodau, Sudetenland                                                                         | Seit 1956, ab 2015 Städtepartnerschaft |
| Warendorf (Westf.)                                                    | Reichenbach im Eulengebirge, Schlesien                                                      | Seit 1951, 1952 um Kreis Warendorf und den zugehörigen Landkreis erweitert, beim derzeitigen Kreis WAF keine Angabe mehr. |
| Weiden in der Oberpfalz                                               | Landkreis Tachau, Sudetenland                                                               | Seit 1956 |
| Weißenburg in Bayern                                                  | Landkreis Kaaden, Sudetenland                                                               | Seit 1955, mit Haus Kaaden |
| Wesselburen                                                           | Daber, Westpommern                                                                          | Seit 1963 |
| Wiesbaden                                                             | Karlsbad, Sudetenland                                                                       | Seit 1953, mit Karlsbader Heimatmuseum und Karlsbader Archiv |
| Wilhelmshaven                                                         | Bromberg, Pommern                                                                           | Seit 1961, ab 2006 Städtepartnerschaft |
| Witten                                                                | Dirschau, Westpreußen                                                                       | Seit 1959, ab 1993 Städtepartnerschaft |
| Stadt und Landkreis Wolfenbüttel                                      | Stadt und Landkreis Landeshut, Schlesien                                                    | Seit 1954, ab 2001 Städtepartnerschaft mit Kamina Góra |
| Würzburg                                                              | Trautenau, Sudetenland                                                                      | Seit 1956, ab 2008 Städtepartnerschaft mit Riesengebirgs-Heimatstube |
| Wunstorf                                                              | Arnswalde, Pommern                                                                          | Seit 1959 mit Heimatstube, seit 2018 in Fürstenwalde/Spree |
| Wuppertal                                                             | Stadt und Landkreis Liegnitz, Niederschlesien                                               | Am 29. Oktober 1952 beschloss Wuppertal, die Patenschaft für Stadt und Landkreis Liegnitz zu übernehmen. Diese trat am 27. Juli 1953 in Kraft. In Wuppertal befindet sich zudem die Liegnitzer Sammlung. |